# 馬修·牛頓
馬修·牛頓（Matthew Joseph Newton，1977年1月22日—）是澳大利亞的一位演員、作家和導演。他出生在墨爾本，畢業於澳大利亞國家戲劇藝術學院。他也主持有自己的廣播節目。